# Went
 (juillet 2014).
Si vous disposez d'ouvrages ou d'articles de référence ou si vous connaissez des sites web de qualité traitant du thème abordé ici, merci de compléter l'article en donnant les références utiles à sa vérifiabilité et en les liant à la section « Notes et références ».
La Went est une rivière du Yorkshire, affluent de la Don, donc sous-affluent de la Trent.

## Localités traversées
- Featherstone, West Hardwick, High Ackworth (en), Ackworth Moor Top (en), Low Ackworth (en), Thorpe Audlin, Wentbridge (en), Kirk Smeaton, Little Smeaton (en), Norton, Walden Stubbs, Fenwick, Balne, Sykehouse, Pincheon Green (en)